# Tatiana Jaseková
Tatiana Jaseková (* 27. März 1988) ist eine ehemalige slowakische Radrennfahrerin, die im Straßenradsport und im Cyclocross aktiv war.

## Karriere
Nachdem sie bereits 2013 und 2015 im Straßenradsport an den slowakischen Straßenradmeisterschaften teilgenommen hatte, ging Tatiana Jaseková in der Saison 2015/16 auch im Cyclocross bei den slowakischen Meisterschaften an den Start. Dort belegte sie am 5. Dezember 2015 hinter Janka Keseg Števková den zweiten Platz. In den beiden darauffolgenden Jahren belegte sie in den gleiche Wettbewerb den dritten und erneut den zweiten Platz. In der anschließenden Straßenradsaison 2018 sicherte sie sich am 21. Juni den slowakischen Meistertitel im Einzelzeitfahren. Zwei Tage später belegte sie im Straßenrennen hinter Tereza Medveďová den zweiten Platz. Durch die Erfolge bei den slowakischen Meisterschaften durfte Tatiana Jaseková die Slowakei sowohl bei den Europameisterschaften 2018 in der britischen Stadt Glasgow als auch bei den Weltmeisterschaften 2018 in der österreichischen Stadt Innsbruck vertreten.
Nachdem sie in der Cyclocross-Saison 2018/19 konnte den Grand Prix in der slowakischen Stadt Košice gewinnen konnte, konnte Tatiana Jaseková in der anschließenden Straßenradsportsaison ihren slowakischen Meistertitel im Einzelzeitfahren verteidigen und durfte in der Folge die Slowakei bei den Europameisterschaften 2019 vertreten. Am 1. Dezember 2019 gewann sie zudem erneut hinter Janka Keseg Števková die Silbermedaille bei den slowakischen Meisterschaften im Cyclocross. Danach startete sie in der Saison 2020 noch bei den slowakischen Meisterschaften im Straßenradsport, wo sie im Einzelzeitfahren den dritten Platz belegte, und beendete danach ihre aktive Karriere.

## Erfolge
2018
- Slowakische Meisterin – Einzelzeitfahren

2019
- Slowakische Meisterin – Einzelzeitfahren